# Most lett a kenyér
A Most lett a kenyér az Oltáriszentségről szóló egyházi ének. Dallama a Tárkányi–Zsasskovszky énektárból származik, a szövege Kájoni János csíkcsobotfalvi kéziratából, Tárkányi Béla átdolgozásában.

## Kotta és dallam
| Most lett a kenyér Krisztus testévé, Most vált a színbor Jézus vérévé; Test már a kenyér, a bor igaz vér, Hiszem ezt, ámbár elmémbe nem fér. | Itt az Istenség az emberséggel Ím megegyezett nagy szövetséggel; Ebben reménylek, amíg csak élek, Ebben erősíts, Jézusom, kérlek.       | Itt a test és vér felmutattatott, Mely a keresztfán értünk ontatott; Ó nagy szeretet, érted mennyit tett! Valld meg hát, bűnös, mért nem szereted. |
| Ezt a számtalan vétek okozta, Szeretetemet Tőled elvonta; De már szívemből, igaz lelkemből Bánom bűneim teljes erőmből.                      | Immár szeretlek, édes Jézusom! Értem megfeszült drága Krisztusom! Nyújtsd kegyelmedet, segítségedet, Méltón áldhassam szent Fölségedet. | Kérlek, Jézusom, segíts meg arra: Mikor eljutok végső órámra, Hogy szent testedben s drága véredben Részes lehessek nagy küzdelmemben.             |

## Felvételek
- SZVU 123 Most lett a kenyér. YouTube (2011. május 29.)  (Hozzáférés: 2017. február 3.) (audió)
- SZVU 123. YouTube. Szerencsi templom (2014. szeptember 19.)  (Hozzáférés: 2017. február 3.) (videó)
- SzVU. 123. YouTube. Sárospataki Bazilika (2016. május 3.)  (Hozzáférés: 2017. február 3.) (audió)
- SzVU 123. YouTube (2011. január 1.)  (Hozzáférés: 2017. február 3.) (audió) orgona
- Most lett a kenyér - Oltáriszentségről - H123. www.szolgalohittan.hu (Hozzáférés: 2017. február 3.) (audió) arch